# 金萬重
金萬重（김만중，1637年—1692年），字重叔，號西浦，本貫光山，朝鮮王朝中期的文臣及文學家。諡號文孝。他的兄長金萬基的女兒爲朝鮮肅宗的正妃仁敬王后。

## 生平
金萬重為朝鮮禮學大家金長生的曾孫，父親金益謙在1637年朝鮮抵抗後金的戰爭中殉難，金萬重為遺腹子。金萬重於1637年出生於德豐 (今板門區域) 的外祖父家裡，自幼和兄長金萬基（肅宗正妃仁敬王后之父）一起同母親學習詩經四書等，後又學於外祖父。金萬重的母親對於子女的教育相當重視，其常與中國的孟母相提比較，金萬重的思想及其日後的生涯亦受其母親相當大的影響。
金萬重於1665年 (顯宗6年) 庭試文科狀元及第，歷任正言、修撰。1671年 (顯宗12年) 成為暗行御史，視察京畿、三南的民情。次年任兼文學、獻納，後成為同副承旨。1674年（顯宗15年）仁宣王后去世，因為慈懿大妃的服喪問題遭罷黜。其後1679年（肅宗5年）再獲登用，任禮曹參議，1683年（肅宗9年）任工曹判書、大司憲，但後遭少论派趙持謙等人彈劾而被貶。1685年（肅宗11年）任弘文館大提學，隔年任知經筵事，因上書金壽恆包庇其兒子昌協處罰不當而遭流配至宣川，到1688年（肅宗14年）才被放還。1689年（肅宗15年）又遭朴鎮圭、李允修等人彈劾，再次被流配到南海。在南海流配時期，寫下了《九雲夢》。於1692年 (肅宗18年) 病逝於南海。
金萬重死後，於1698年（肅宗24年）被恢復官職。1706年（肅宗35年）金萬重的孝行得到表揚。

## 著作
金萬重著有《九雲夢》、《謝氏南征記》、《西浦記》、《西浦漫筆》、《古詩選》等。

## 文學地位
金萬重於1689年 (肅宗15年) 創作了小說《九雲夢》。《九雲夢》的出現，標示著韓國長篇小說時代的開始。《九雲夢》為章回體小說，共16回，以夢幻故事的形式，以中國為背景，描寫一書生和多名女子之間的糾葛的情愫關係，最後體悟人間的虛無而悟道的故事。據憲宗時期李圭景和肅宗時期沈梓所言，《九雲夢》是當時遭流配的金萬重為了在故鄉的母親排解憂思，免其無聊所作。《九雲夢》對於之後的韓國小說有很大的影響，有關「夢」的小說風行一時。18、19世紀的漢文長篇小說《玉麟夢》和《玉樓夢》等，也可看出承襲《九雲夢》的痕跡。
金萬重在朝鮮古代文學史上，是少數主張用諺文寫作的作家之一。其曾言：「心之發於口者為言，言之有節奏者為詩歌、文賦。四方之言雖不同，苟有能言者，各因其言而節奏之，則皆足以動天地、通鬼神。」又言：「今我國詩文，捨其言而學他國之言，設令十分相似，只是鸚鵡之人言。」《九雲夢》有諺文和漢文兩種版本，一般認為二個版本都是金萬重所作，然而韓文版和漢文版何者為先則不可考。
另外，金萬重所著謝氏南征記乃是根據仁顯王后遭遇所寫，後來被其姪孫金春澤廣為流傳，並成為仁顯王后能夠復位之關鍵。